# Soleil Productions
 (mars 2012).
Si vous disposez d'ouvrages ou d'articles de référence ou si vous connaissez des sites web de qualité traitant du thème abordé ici, merci de compléter l'article en donnant les références utiles à sa vérifiabilité et en les liant à la section « Notes et références ».
Soleil Productions ou Éditions Soleil est une maison d'édition française de bande dessinée créée à Toulon en 1989, après l'ouverture par Mourad Boudjellal de la librairie Bédulle en 1982.
Elle rejoint le groupe Delcourt en 2011.

## Historique
Soleil Productions commence par rééditer des aventures à succès comme Rahan, Mandrake le Magicien, Tarzan ou Le Fantôme.
Fort du succès de ces rééditions, Soleil décide de développer et de soutenir de jeunes auteurs du sud de la France comme Farid Boudjellal, frère de Mourad, et se lance bientôt dans un genre alors en pleine ascension : l'heroic fantasy. Elle connaît tout de suite de grands succès avec des séries comme Lanfeust de Troy, ce qui lui permet de très vite multiplier les titres à son catalogue.
En 1998, Soleil Productions lance le mensuel Lanfeust Mag, en grande partie destiné à la prépublication de certains de ses albums. Le magazine est une publication destinée à la jeunesse (ce qui limite les séries pouvant y être prépubliées).
En 2006, Soleil Productions lance le mensuel Suprême Dimension qui comme Lanfeust Mag comprend une partie prépublication, mais aussi une partie interview d'auteurs. Le magazine vise un public légèrement plus adulte que Lanfeust Mag.
Les éditions Soleil productions sont diffusées par Delsol, une société créée en partenariat avec les éditions Delcourt en 2004, et distribuées par Hachette Livre.
En juin 2011, Mourad Boudjellal cède la totalité de ses parts aux éditions Delcourt pour se consacrer entièrement au Rugby club toulonnais.